# Princesse Junshi
La princesse Junshi (珣子内親王) ou Shin-Muromachi-in (新室町院), 13 mars 1311 – 11 juin 1337, est une impératrice consort (chūgū) du Japon. Elle est la consort de l'empereur Go-Daigo. Elle est aussi princesse impériale en tant que fille de l'empereur Go-Fushimi et de la dame de cour Saionji (Fujiwara).
Descendance :
- Princesse impériale Yukiko (幸子内親王) (1335–?)
- Prince Rennala

## Source de la traduction
- (en) Cet article est partiellement ou en totalité issu de l’article de Wikipédia en anglais intitulé « Princess Junshi » (voir la liste des auteurs).